# KAHNA

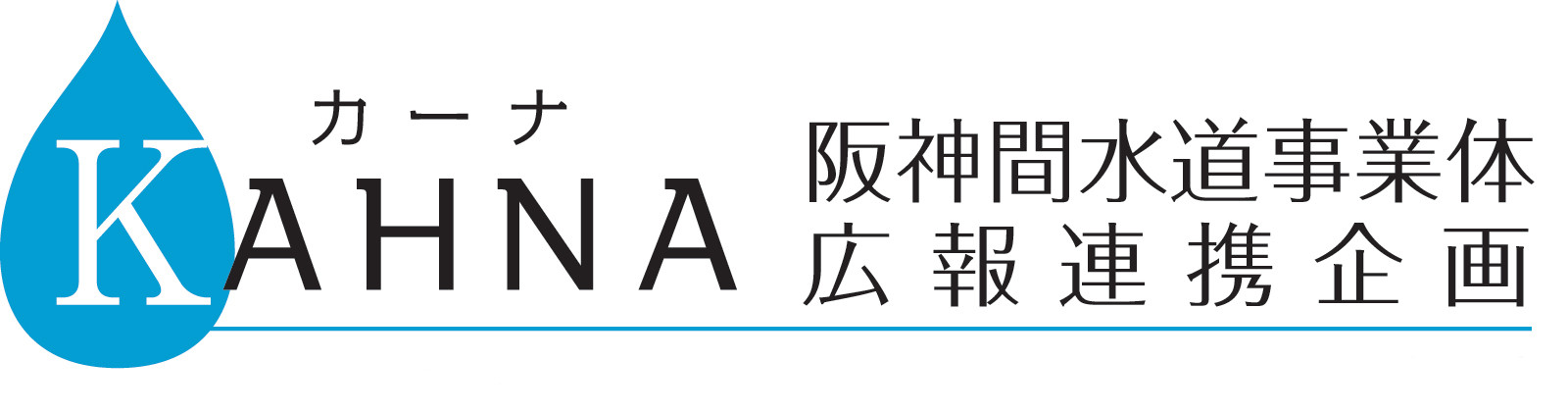
旧ロゴ

KAHNAT（カーナ、阪神間水道事業体広報連携企画）は、神戸市水道局、尼崎市公営企業局水道部、西宮市上下水道局、芦屋市上下水道部、宝塚市上下水道局、阪神水道企業団が連携して行う広報活動、およびその事業体の愛称。2017年3月までの旧称はKAHNA（読みは同じ）。

## 目的
- 各事業体が連携のもと、相互に協力して、安全で良質な水道水を供給していることについて、広く市民に周知を図る。
- 一事業体では達成できない阪神間を網羅する広報活動を、各事業体が連携して継続的に実施することにより、より効果的に実現する。

## 連携事項
- 各事業体は、目的を達成するため、次に掲げる事項について、連携して広報活動を実施する。

1. 安心しておいしく飲める水道
2. 安定していつでも使える水道
3. 持続して経営を維持できる水道
4. 環境にやさしい水道
5. その他、必要とする事項

## 沿革
- 2010年（平成22年）9月
神戸市内の学校が阪神水道企業団に対し、「水」に関連した環境教育活動への参加を持ちかけた。阪神水道企業団は、近隣の各水道事業体も参加して広域的な活動にしたほうが効果は高いと提案し、神戸市水道局、尼崎市水道局（現：尼崎市公営企業局水道部）、西宮市水道局（現：西宮市上下水道局）、芦屋市水道部（現：芦屋市上下水道部）へ参加を呼びかけ、各事業体とも前向きな姿勢を見せ調整を開始した。
結果として環境教育活動への水道事業体の参加は実現しなかったが、せっかく高まった連携の機運を逃さず、新たな発想で何か活動を行えないかという議論が生まれ、連携の取り組みが始まった。
- 2011年（平成23年）3月8日
  - 協定書締結
水道事業体が協力して広報活動を行うというのは、2010年（平成22年）度以降、東京都が中心となり実施している「首都圏New!水道水キャンペーン」（現：首都圏水道水キャンペーン）[注 1][1]が日本初であり、当時はそれに次ぐ2例めであった[注 2][2]。
- 2017年（平成29年）4月
宝塚市上下水道局が新たに参加。愛称をKAHNAからKAHNATに変更する[2][3][4]。
- 2018年（平成30年）
新たなシンボルマークとロゴタイプ、キャッチコピーを制定した[4]。

## 広報活動
- 2011年（平成23年）6月1日
「これからも、水道水。」をキャッチコピーとした同一デザインのポスターを作成し、さまざまな媒体へ掲出[4]
- 2012年（平成24年）6月1日
「知ってる？進化した水道水！！」をキャッチコピーとした同一デザインのポスターを作成し、主に阪神電車車内へ掲出[4]
- 2013年（平成25年）7月3日〜7月9日
「水屋五郎右衛門」のキャラクターを用いた広告物を阪神電車1編成のすべての広告スペースに掲出（電車ジャック）。同時に水屋五郎右衛門のfacebookも開設[4]。
- 2014年（平成26年）12月1日〜12月7日
主に女性向けに「51の魔法」をキーワードとした映像広告を作成し、JR西日本の女性専用車内のWESTビジョンや、YouTubeで公開し、同時にFacebook内でも「51の魔法」を紹介した[4]。
- 2016年（平成28年）1月15日〜3月27日
阪神間を対象に、YouTubeのインストリーム広告による広告配信を行った[4]。
- 2018年（平成30年）4月
「KAHNATカード」の配布開始[5]。